# Vzdevek
Vzdevek je najpogosteje skrajšana oblika nekega imena. Včasih ima določeno zvezo z lastnostmi tega imena oz. poimenovanega objekta, podobnostmi ali pa s kakšnimi drugimi stvarmi. Vzdevek si lahko izbereš sam, lahko pa ti pri tem pomagajo prijatelji/ sorodniki/ znanci...